# Juan Montalvo (parroquia)

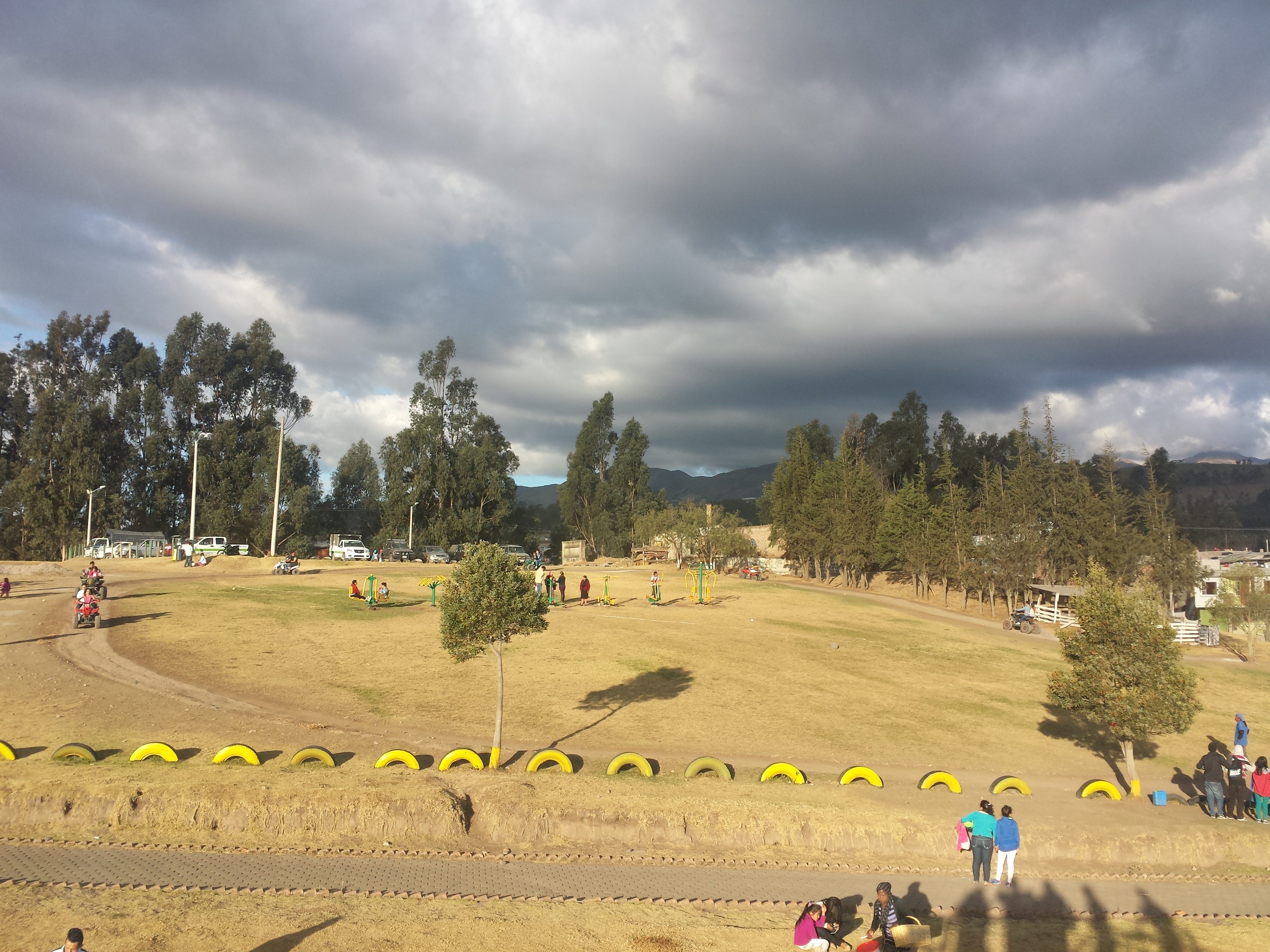
Parque Yaznán en la parroquia de Juan Montalvo

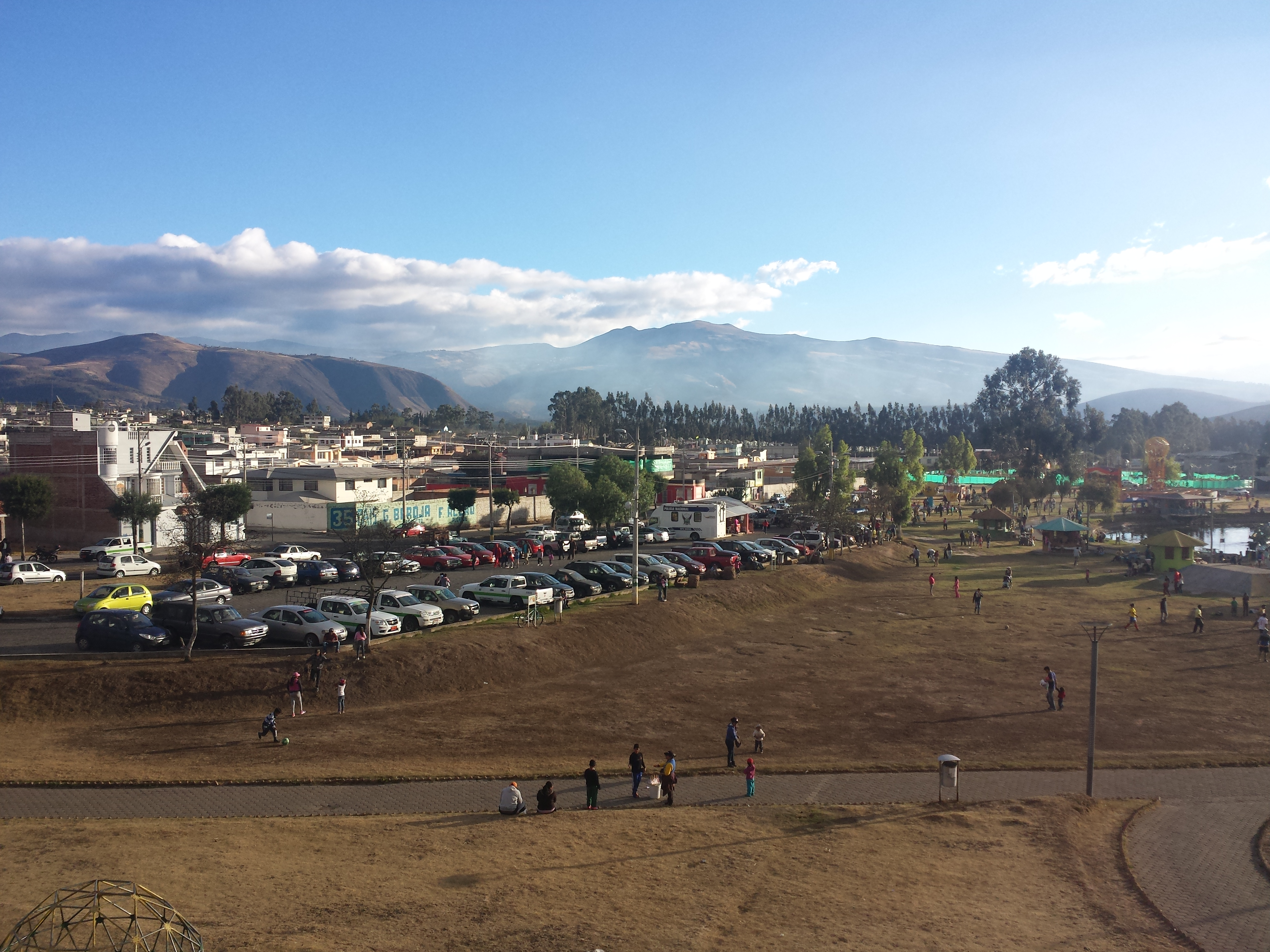
Parque Yaznán en la parroquia de Juan Montalvo

Juan Montalvo es una de las 7 parroquias rurales del cantón ciudad de Cayambe en Ecuador, con aproximadamente 6.000 habitantes empadronados pero se estima que conviven ente diez mil a once mil habitantes que se trasladan de diferentes partes del país. Se encuentra al sur de la ciudad y además comprende los alrededores del sur de la ciudad, desde el volcán Cayambe hasta el río Guachalá.
La parroquia es uno de los principales centros de ganadería y de plantaciones de flores para exportación (especialmente rosas) de Ecuador.
Las principales escuelas de la parroquia son la Escuela Nasacota Puento, la Unidad Educativa Monseñor Leonidas Proaño y el Colegio Nacional Técnico Cayambe (CONTEC).
Hay dos Iglesias, la de santa catalina es (católica), y la Iglesia "Emanuel" es (Evangélica).
Juan Montalvo también cuenta con una de las fiestas más largas, las octavas de Juan Montalvo, estas duran seis semanas en las cuales grupos de danza folclórica acuden a la parroquia a bailar y disfrutar de su esplendor.
- Datos: Q5951504